# It's Low Beat Time
It's Low Beat Time es el séptimo álbum de estudio de la banda de rock Young Fresh Fellows. Fue lanzado en 1992 por Frontier Records.

## Lista de canciones
1. Low Beat Jingle
2. Right Here
3. Snow White
4. Mr. Anthony's Last
5. Whatever You Are
6. Two Headed Flight
7. A Minor Bird
8. Faultless
9. The Crafty Clerk
10. Low Beat
11. Love Is A Beautiful Thing
12. She Sees Color
13. Monkey Say
14. 99 Girls
15. She Won't Budge
16. Green Green